# 吉田直樹 (ゲームクリエイター)
吉田 直樹（よしだ　なおき、1973年5月1日 - ）は、日本のゲームクリエイター。北海道札幌市生まれ、函館市育ち。

## 略歴
1973年札幌市生まれ。小学校1年の時に函館市に転居、高校時代まで在住。
函館稜北高校卒業後、札幌のハドソン系列の専門学校を経て、1993年株式会社ハドソンに入社。PCエンジン向けタイトルの開発をはじめ、『天外魔境』シリーズや『ボンバーマン』シリーズのゲームデザインに従事。
ハドソン退社後、元ハドソン社員が設立した株式会社ロケットスタジオへ入社。エニックス（後のスクウェア・エニックス）と共同の『アンブロシア オデッセイ』の開発に関わる。
2004年末頃、『ドラゴンクエスト オンライン』（後の『ドラゴンクエストX』）制作に伴い、齊藤陽介の招聘で翌2005年1月にスクウェア・エニックスに入社。その後ディレクターとして『ドラゴンクエスト モンスターバトルロード』シリーズに携わる。
『ドラゴンクエストX』ではチーフプランナーを務め、2007年末から2009年半ば頃まで一時離脱していたディレクターの藤澤仁の代理を務める。藤澤が復帰し業務が安定したところで、新規プロジェクト立ち上げのため『ドラクエX』プロジェクトから離脱。
2010年12月10日、『ファイナルファンタジーXIV』開発運営体制変更のため、田中弘道および河本信昭の両名に代わり同ソフトのプロデューサー兼ディレクターに就任。
2015年4月1日、スクウェア・エニックス執行役員（開発担当）に就任。
2018年4月1日、スクウェア・エニックス取締役就任。執行役員（開発・部門担当）と兼務、取締役兼執行役員。
2019年4月1日、スクウェア・エニックス第三開発事業本部長就任。
2025年4月1日、スクウェア・エニックス取締役退任。執行役員兼経営会議構成員就任。

## 人物
第一種情報処理技術者試験（現：応用情報技術者試験）の資格を持ち、「FORTRAN」「COBOL」「BASIC」「C++」「アセンブラ」などのコンピュータ言語を扱える。父親の経営する会社の経理システムをCOBOLで製作して稼働させたこともある。
中学・高校時代は素行が悪く、所謂ヤンキーであった。就活の際も第一希望は「チュンソフト」であったが、即採用となった「ハドソン」に就職した。この選択には母親を安心させたいという当時の吉田の思いがあったとのこと。面接の際に紫色のダブルスーツを着用しており、周囲からはヤクザが面接に来たと思われていたと振り返った。
母親は保険外交員。セールス日本一を達成したほどの口達者であり、吉田は今も昔も口喧嘩では全く歯が立たないと語る。そのためか吉田自身もよく口が回る。上司や重役に対しても自分の意見を貫き通す性格であり、プロジェクトが行き詰まった場合には会長にまで直談判しに行くと語っていた。
ファッションとしてシルバーアクセサリーを好み、日常的に多数のアクセサリーを指や腕に身に着けているほか、厚底のブーツも愛用している。車好きでもあり、現在はスバル・WRX STIとスバル・BRZ tS（特別限定車）の2台を所有している。
また、吉田は幼少の頃からゲームに触れており、『マリオブラザーズ』『ドラゴンクエスト』などに熱中していた。社会人になってからも『ストリートファイターIII』『ザ・キング・オブ・ファイターズ』などの格闘ゲームや、『ディアブロ』『ウルティマオンライン』『エバークエスト』『ダークエイジオブキャメロット』などのオンラインゲームを遊んだと語っている。
肖像権において、自身の画像や動画は商用や公序良俗に反しない限りは容認する姿勢を取っており、ユーザーに引用されることも多い。このためかコーエーテクモ制作の「仁王2」のキャラクターコンテストにおいて、吉田直樹にそっくりなキャラクターが応募されたところ、特別枠で受賞する事態も発生している。なお、本件はコーエーテクモ側が吉田本人の了承を得て、公式プリセットとして正式に登録される運びとなった。

### 『ファイナルファンタジーXIV』において
2010年から行われた『ファイナルファンタジーXIV』の再構築にあたってはブリザード・エンターテイメント社のMMORPG『World of Warcraft』(WoW) の影響を大きく受けていると表明している。『WoW』へのリスペクトは西村博之との対談でも語っている。なお、『FF14』の新生エオルゼア発売前後はあまりの忙しさからか、睡眠時以外は常に仕事に追われていたと振り返っている。
現在では『ファイナルファンタジーXIV』のプロデューサー兼ディレクターとしての業務のほか、プライベートでも本作を遊んでいると語っている。プライベートキャラは一切公表しておらず、プレイスタイルとしては、PVPやエンドコンテンツへ参加することが多いとのこと。インターネット生放送ではその時の出来事を小出しに語るときもあり、実際に放送中にエンドコンテンツへ赴くことがある。その際のキャラクターは黒魔道士のララフェル族を使用することが多い。

### 小惑星への命名
2022年4月11日、太陽系内の小惑星の一つが「ヨシダナオキ」と命名された。命名権を持つRedditユーザーが『FF14』の熱烈なファンであり、吉田をリスペクトしてとのこと。SNSやマスメディアでも大きな注目を集めた。

## エピソード
- 『ダークエイジオブキャメロット』では、「Knights of Zedan所属のCellica Flame」として同ゲームプレイヤーの間では有名でもあった。当時のブログなども発見されている。このキャラクターの「Cellica Flame」という名前の由来は当時の愛車であるトヨタ・セリカGT-FOURからであり、FF14では「Cellica Flame」の名前は吉田直樹の予約済みとして使用することが出来ない[24]。

## 作品
- 天外魔境III（PC-FX版、開発中止） - テキスト、イベント等[25]
- 爆ボンバーマン2 - ディレクター（ストーリーモード）
- ドラゴンクエスト モンスターバトルロード - ディレクター[26][27]
- ドラゴンクエストX 目覚めし五つの種族 オンライン - チーフプランナー[26][27]
- ファイナルファンタジーXIV（旧版） - プロデューサー兼ディレクター（2010年12月以降）
- ファイナルファンタジーXIV: 新生エオルゼア - プロデューサー兼ディレクター
- ファイナルファンタジーXIV: 蒼天のイシュガルド - プロデューサー兼ディレクター
- ファイナルファンタジーXIV: 紅蓮のリベレーター - プロデューサー兼ディレクター
- ファイナルファンタジーXIV: 漆黒のヴィランズ - プロデューサー兼ディレクター
- ファイナルファンタジーXIV: 暁月のフィナーレ - プロデューサー兼ディレクター
- ファイナルファンタジーXIV: 黄金のレガシー - プロデューサー兼ディレクター
- ファイナルファンタジーXVI - プロデューサー
- FANTASIAN Neo Dimension - 共同プロデューサー

## 著作
- 吉田の日々赤裸々。 『ファイナルファンタジーXIV』はなぜ新生できたのか ISBN 978-4047331549
- 吉田の日々赤裸々。2 プロデューサー兼ディレクターの頭の中 ISBN 978-4047333123
- 吉田の日々赤裸々。3 プロデューサー兼ディレクターの頭の中 ISBN 978-4047334427

## メディア出演

### テレビ
- しくじり先生 俺みたいになるな!!（2022年4月1日・8日〈前後編〉、テレビ朝日系列）
- 情熱大陸 Vol.1261（2023年7月23日、MBS/TBS系列局[19]）

## 受賞
- 2014年：ファミ通アワード 2013 - MVP[1]
- 2015年：CEDEC AWARDS 2015 - ゲームデザイン部門 優秀賞[2]
- 2023年：Brasil Game Show 2023 - Lifetime Achievement Award（生涯功労賞）[3]